# Pacatuba (Sergipe)
Pour les articles homonymes, voir Pacatuba.
Pacatuba est une ville de l'État du Sergipe au Brésil.